# SRC Allershausen
Der Squash Racket Club Allershausen ist ein Squashverein in Allershausen (Bayern).
Aktuell besteht der SRCA, der zu den erfolgreichsten Squashclubs Bayerns gehörte, aus ca. 50 Mitgliedern und nimmt mit mehreren Mannschaften am regionalen Spielbetrieb teil.
Die Heimanlage des Clubs ist das Squash- und Badminton-Center Allershausen.
Allershausen konnte sich eine Zeit lang in der 2. Bundesliga Süd behaupten. Zurzeit spielt die 1. Herrenmannschaft in der Landesliga. Dabei handelt es sich um die zweithöchste Spielklasse in Bayern.
Zu den bekanntesten Spielern des Clubs zählten der Neuseeländer Paul Steel, der Australier Aaron Frankcomb und der Österreicher Aqeel Rehman, die als Profispieler während der Bundesligaära des Vereins zum Einsatz kamen.